# WA Tlemcen
WA Tlemcen is een Algerijnse voetbalclub uit Tlemcen die in de hoogste Algerijnse voetbalklasse uitkomt. De club werd in 1962 opgericht.

## Erelijst
- Beker van Algerije

1998, 2002
- Arabische Champions League

1998